# Мохе
Мохе (груз. მოხე) — село в Грузии, на территории Адигенского муниципалитета края (мхаре) Самцхе-Джавахети.

## География
Село находится в южной части Грузии, к востоку от реки Кваблиани, на расстоянии 9 километров (по прямой) к северо-западу от посёлка городского типа Адигени, административного центра муниципалитета. Абсолютная высота — 1449 метров над уровнем моря.

## Население
По результатам официальной переписи населения 2014 года, в Мохе проживало 254 человека (128 мужчин и 126 женщин). В национальной структуре населения грузины составляли 99,6 %, осетины — 0,4 %.
| Год  | Население, человек |
| ---- | ------------------ |
| 2002 | 331                |
| 2014 | ↘ 254              |